# Podział administracyjny Kościoła katolickiego w Jordanii
Podział administracyjny Kościoła katolickiego w Jordanii

## Obrządek rzymskokatolicki
- Łaciński patriarchat Jerozolimy (siedziba w Autonomii Palestyńskiej)

## Obrządek ormiański
- Egzarchat patriarchalny Ziemi Świętej i Jordanii

## Obrządek syryjski
- Egzarchat patriarszy Jerozolimy (obejmuje także terytorium Izraela i Autonomii Palestyńskiej)

## Obrządek maronicki
- Egzarchat patriarszy Jordanii

## Obrządek chaldejski
- Terytorium patriarsze Jordanii

## Obrządek melchicki
- Archieparchia Petry i Filadelfii